# ويليام جاي ماكورماك
ويليام جاي ماكورماك (بالإنجليزية: William J. McCormack)‏ هو شخصية أعمال أمريكي، ولد في 10 نوفمبر 1887، وتوفي في 19 يوليو 1965.